# Valentine (Nebraska)
Valentine és l'única ciutat i seu del Comtat de Cherry a l'estat de Nebraska dels Estats Units d'Amèrica.

## Demografia
Segons el Cens dels Estats Units del 2000 Valentine tenia 2.820 habitants., 1.209 habitatges, i 733 famílies. La densitat de població era de 541,7 habitants per km².
Dels 1.209 habitatges en un 28,6% hi vivien nens de menys de 18 anys, en un 47,8% hi vivien parelles casades, en un 9,9% dones solteres, i en un 39,3% no eren unitats familiars. En el 36,1% dels habitatges hi vivien persones soles el 17,8% de les quals corresponia a persones de 65 anys o més que vivien soles. El nombre mitjà de persones vivint en cada habitatge era de 2,27 i el nombre mitjà de persones que vivien en cada família era de 2,95.
Per edats la població es repartia de la següent manera: un 26% tenia menys de 18 anys, un 6,7% entre 18 i 24, un 24% entre 25 i 44, un 21,8% de 45 a 60 i un 21,6% 65 anys o més.
L'edat mediana era de 40 anys. Per cada 100 dones de 18 o més anys hi havia 80,8 homes.
La renda mediana per habitatge era de 27.359 $ i la renda mediana per família de 39.138 $. Els homes tenien una renda mediana de 26.549 $ mentre que les dones 18.285 $. La renda per capita de la població era de 16.101 $. Aproximadament el 8,3% de les famílies i el 10,6% de la població estaven per davall del llindar de pobresa.

## Poblacions properes
El següent diagrama mostra les poblacions més properes.